# Cerkiew Wszystkich Świętych w Prioziersku
Cerkiew Wszystkich Świętych – prawosławna cerkiew w Prioziersku, podlegająca Monasterowi Wałaamskiemu. Wzniesiona w końcu XIX w.

## Historia
Cerkiew została ufundowana przez Awdotję Andriejewą, która w testamencie zapisała 20 tys. rubli na budowę świątyni w pobliżu grobów jej rodziców, siostry, a w przyszłości również jej samej, na terenie cmentarza w Prioziersku. Andriejewa zmarła w 1872 r., jednak do budowy cerkwi przystąpiono dopiero w 1890 r., po rozstrzygnięciu sporów z innymi spadkobiercami i zatwierdzeniu projektu budynku. Jego sporządzenie powierzono Johannowi Jakobowi Ahrenbergowi, głównemu architektowi Helsingforsu, chociaż nie miał on dotąd doświadczenia w projektowaniu cerkwi prawosławnych. W 1890 r. jego projekt świątyni w stylu nawiązującym do karelskiej architektury ludowej został zatwierdzony, chociaż oberprokurator Świątobliwego Synodu Rządzącego Konstantin Pobiedonoscew nie był nim zachwycony. Budowa świątyni trwała od 1890 do 1892 r. Jako budulca użyto czerwonej cegły z Wałaamu. 2 czerwca 1894 r. cerkiew została poświęcona przez arcybiskupa fińskiego i wyborskiego Antoniego. 
W dwudziestoleciu międzywojennym Prioziersk (jako Käkisalmi) znajdował się w granicach Finlandii. Po II wojnie światowej i przyłączeniu całego regionu do ZSRR cerkiew została zamknięta. W 1958 r. w budynku urządzono magazyn. W latach 70. zlikwidowano również prawosławny cmentarz przy świątyni; nie zrealizowano planu urządzenia w tym miejscu parku, przez co teren zamienił się w dzikie wysypisko śmieci. W 1985 r. opuszczona cerkiew uległa zniszczeniu wskutek pożaru. Po tym wydarzeniu postanowiono odremontować budynek, jako cenny zabytek Prioziorska. W 1988 r. grupa wiernych podjęła starania o zgodę na otwarcie świątyni i rejestrację parafii Wszystkich Świętych. 
W 1990 r. cerkiew otrzymała status placówki filialnej restytuowanego Monasteru Wałaamskiego. Od 1989 r. przez trzy lata remontowano cerkiew i sprzątano jej otoczenie; pracami kierował początkowo ihumen Sergiusz (Bułatnikow). W 1990 r. w budynku ponownie zaczęły odbywać się nabożeństwa. W 1991 r. kierownictwo placówki filialnej Wałaamu w Prioziersku przejął hieromnich Focjusz (Biegal).